# Shaun van Rooyen
Shaun Stephen van Rooyen (27 de abril de 1987) é um futebolista profissional neozelandês que atua como meia.

## Carreira
Shaun van Rooyen fez parte do elenco da Seleção Neozelandesa de Futebol nas Olimpíadas de 2008.